# Bufo intermedius
Bufo intermedius là một loài cóc thuộc họ Bufonidae.